# سلطان غضنفر
سلطان غضنفر، نام پسر شاه منصور مظفری و ولیعهد وی بود. نام او به معنی شیر نر است که با اوصاف خانواده وی از جمله پدرش شاه منصور، تناسب دارد.

## زندگی‌نامه
شاه منصور که آخرین و دلیرترین فرد از سلاطین ایرانی نژاد آل مظفر بود، رؤیای راندن تیمور بدان سوی جیحون در سر داشت، اما در نبرد با تیمور در بیرون شهر شیراز به سال ۷۹۵هجری قمری جان باخت. پس تیمور شاهزادگان آل مظفر را به شیراز خواند. شاه یحیی از یزد آمد و عمادالدین سلطان احمد و دامادش سلطان مهدی که یادگار شاه شجاع مظفری بود از کرمان آمدند و سلطان ابواسحاق از سیرجان آمد و سلطان غضنفر خود در آن هنگام به نیابت از پدرش شاه منصور در شیراز بود. تیمور که از ضرب تیغ شاه منصور هنوز در هراس بود، جمیع شاهزادگان آل مظفر را به قمشه برد و در آنجا فرمان به قتل عامشان داد. سلطان غضنفر در آن واقعه به سال ۷۹۵هجری جان باخت.

## پیوند سلطان غضنفر و حافظ شیرازی
حافظ شیرازی که به سلاطین آل مظفر مهر عمومی داشت، به شاه منصور و خانواده اش عشقی ویژه می‌ورزید. برخی حافظ شناسان، علاقه حافظ به شاه منصور و ولی عهدش سلطان غضنفر را مایه تجدید نیروی سرایش در پیرانه سری حافظ و موجب آفرینش شماری از برترین شاهکارهای او دانسته‌اند، از جمله در قصیده ای مستحکم و شورانگیز که به مدح عاشقانه شاه منصور اختصاص دارد:
| جوزا سحر نهاد حمایل برابرم |  | یعنی غلام شاهم و سوگند می‌خورم |

یادکردی عاشقانه از سلطان غضنفر می‌کند و دل خود را شکار او می‌خواند:
| شبل الاسد به صید دلم حمله کرد و من |  | گر لاغرم وگرنه شکار غضنفرم |

نیز در غزلی که آخرین غزل حافظ انگاشته می‌شود و به مدح شاه منصور اختصاص دارد:
| الا ای طوطی گویای اسرار |  | مبادا خالی ات شکر ز منقار |

بیت:
| به یمن دولت منصورشاهی |  | علم شد حافظ اندر نظم اشعار |

دارای ضبطی دیگر است که حتی ضبط صحیح تر انگاشته می‌شود:
| به یمن دولت سلطان غضنفر |  | علم شد حافظ اندر نظم اشعار |

و سبب محتمل تر بودن این ضبط، رابطه بدیعی غضنفر (شیر) و علم (درفش و پرچم) است که از قبیل صنعت تناسب و مراعات نظیر است، زیرا شیر از ادوار کهن، نقش درفش شاهان ایران بوده‌است:
| ما همه شیریم شیران علم |  | حمله مان از باد باشد دم به دم |

نکته شگفت در این یادکردهای همزمان شاه منصور و سلطان غضنفر، نخست پیوند عاطفی و اعتماد میان پادشاه و ولیعهدش است که دست کم در ایران آن روزگار، به هیچ وجه سابقه و مشابه نداشته‌است و دیگر، عشق و علاقه مفرط حافظ به این شاه و شاهزاده است که برخی، این عشق را زنده کننده قدرت شاعری حافظ در پیری وی و موجب آفرینش موجی تازه از شاهکارهای وی دانسته‌اند.